# Лангеншайд
Лангеншайд (нім. Langenscheid) — громада в Німеччині, розташована в землі Рейнланд-Пфальц. Входить до складу району Рейн-Лан. Складова частина об'єднання громад Діц.
Площа — 8,84 км2. Населення становить 513 ос. (станом на 31 грудня 2020).